# Unterseeboot UB-69
Pour les autres navires du même nom, voir Unterseeboot 69.
L'Unterseeboot UB-69 est un sous-marin (U-Boot) allemand de type UB III utilisé par la Kaiserliche Marine pendant la Première Guerre mondiale. Il est mis en service dans la marine impériale allemande le 12 octobre 1917. 
L'UB-69 servait en Méditerranée lorsqu’il a été coulé par le HMS Cyclamen le 9 janvier 1918 à la position 37° 30′ N, 10° 38′ E. Les 31 membres d’équipage sont morts dans l’événement.

## Conception
Comme tous les sous-marins de type UB III, l'UB-69 avait un déplacement de 513 tonnes en surface et de 647 tonnes en immersion. Ses moteurs lui permettaient de naviguer à 13,2 nœuds (24,4 km/h) en surface et à 7,6 nœuds (14,1 km/h) en immersion. Il avait une autonomie de 9090 milles marins (16830 km) à sa vitesse de croisière. L'UB-69 transportait 10 torpilles et était armé d’un canon de pont de 8,8 cm. L'UB-69 avait un équipage pouvant compter jusqu’à 3 officiers et 31 hommes. 

## Carrière
L'UB-69 a été construit par Friedrich Krupp Germaniawerft à Kiel. Après un peu moins d’un an de construction, il a été lancé à Kiel le 7 août 1917. Il a été mis en service plus tard la même année sous le commandement de l'Oberleutnant zur See Alfred Klatt. 

## Affectations
- Flottille I : de date inconnue au 9 janvier 1918[4]

## Commandants
- Oberleutnant zur See Alfred Klatt[5] du 12 octobre 1917 au 9 janvier 1918